# Erik Holtan
Erik Holtan (født 20. april 1969 i Moss, Norge) er en norsk tidligere fodboldspiller (målmand), der spillede seks kampe for det norske landshold i perioden 2002-2004.
På klubplan tilbragte Holtan hele sin karriere i hjemlandet, og tilbragte længst tid hos Odd Grenland. Han vandt den norske pokalturnering med klubben i år 2000. I 2002 blev han tildelt Kniksenprisen som årets målmand i Norge.

## Titler
Norsk pokal
- 2000 Odd Grenland